# La Longine
La Longine ist eine französische Gemeinde mit 196 Einwohnern (Stand: 1. Januar 2022) im Département Haute-Saône in der Region Bourgogne-Franche-Comté. Die Bewohner werden Longinois und Longinoises oder Longinions und Longinionnes genannt.

## Geographie
La Longine liegt auf einer Höhe von 403 m über dem Meeresspiegel, fünf Kilometer nordnordöstlich von Faucogney-et-la-Mer und etwa 44 Kilometer nordöstlich der Stadt Vesoul (Luftlinie). Das Dorf erstreckt sich im äußersten Nordosten des Départements, in den südwestlichen Vogesen, an der Mündung des Ruisseau de la Montagne in den Breuchin.
Die Fläche des 12,40 km² großen Gemeindegebiets umfasst einen Abschnitt der von Tälern durchzogenen Plateaulandschaft am Westrand der Vogesen. Von Nordosten nach Südwesten wird das Gebiet vom Tal des Breuchin durchquert, der für die Entwässerung zur Lanterne sorgt. Die flache Talaue liegt durchschnittlich auf 400 m und weist eine Breite von ungefähr 500 Metern auf. Sie wird überwiegend landwirtschaftlich genutzt.
Das Tal des Breuchin ist mehr als 200 m tief in das umgebende Hochplateau eingesenkt. Nach Südosten reicht der Gemeindeboden bis an den Rand des Plateaus von Esmoulières (bis 625 m). Nach Norden erstreckt sich das Gemeindeareal in das ebenfalls tief eingeschnittene Tal des Ruisseau de la Montagne. Dieses wird im Osten von den Höhen der Roches de la Louvière (752 m), im Westen von einem Plateau begrenzt, das die Talsysteme von Breuchin und Combeauté trennt. Das Plateau ist vorwiegend mit Wald bedeckt (Le Grand Roncey und Le Planot Bois). Mit 770 m wird im Planot Bois die höchste Erhebung von La Longine erreicht. Ganz im Westen gehört der Taleinschnitt eines Seitenbaches der Combeauté zu La Longine. In geologisch-tektonischer Hinsicht bestehen die Höhen teils aus Sedimenten, die während der Lias abgelagert wurden, teils tritt das kristalline Grundgestein zutage. Auf den Höhen wie auch in den Tälern finden sich Ablagerungen des Quartärs. Das gesamte Gemeindegebiet gehört zum Regionalen Naturpark Ballons des Vosges.
Zu La Longine gehören neben dem eigentlichen Ort auch verschiedene Weiler und Gehöfte:
- Bussomagny (643 m) am östlichen Talhang des Ruisseau de la Montagne
- Pont de la Scie (576 m) am östlichen Talhang des Ruisseau de la Montagne
- La Croslière (572 m) am westlichen Talhang des Ruisseau de la Montagne
- La Grange (599 m) südlich der Hochfläche des Grand Roncey

Nachbargemeinden von La Longine sind La Montagne im Norden, La Rosière und Corravillers im Osten, Esmoulières und Amont-et-Effreney im Süden sowie Saint-Bresson und Le Val-d’Ajol im Westen.

## Geschichte
Im Mittelalter gehörte La Longine zur Freigrafschaft Burgund und darin zum Gebiet des Bailliage d’Amont. Die lokale Herrschaft hatten die Herren von Faucogney inne. Zusammen mit der Franche-Comté gelangte der Ort mit dem Frieden von Nimwegen 1678 definitiv an Frankreich. Seit Mitte des 19. Jahrhunderts war das dörfliche Leben durch die Weberei, die spätere Textilfabrik geprägt. Heute ist La Longine Mitglied des Gemeindeverbandes Communauté de communes des 1000 étangs. Die Gemeinde besitzt keine eigene Kirche; sie gehört zur Pfarrei Corravillers.

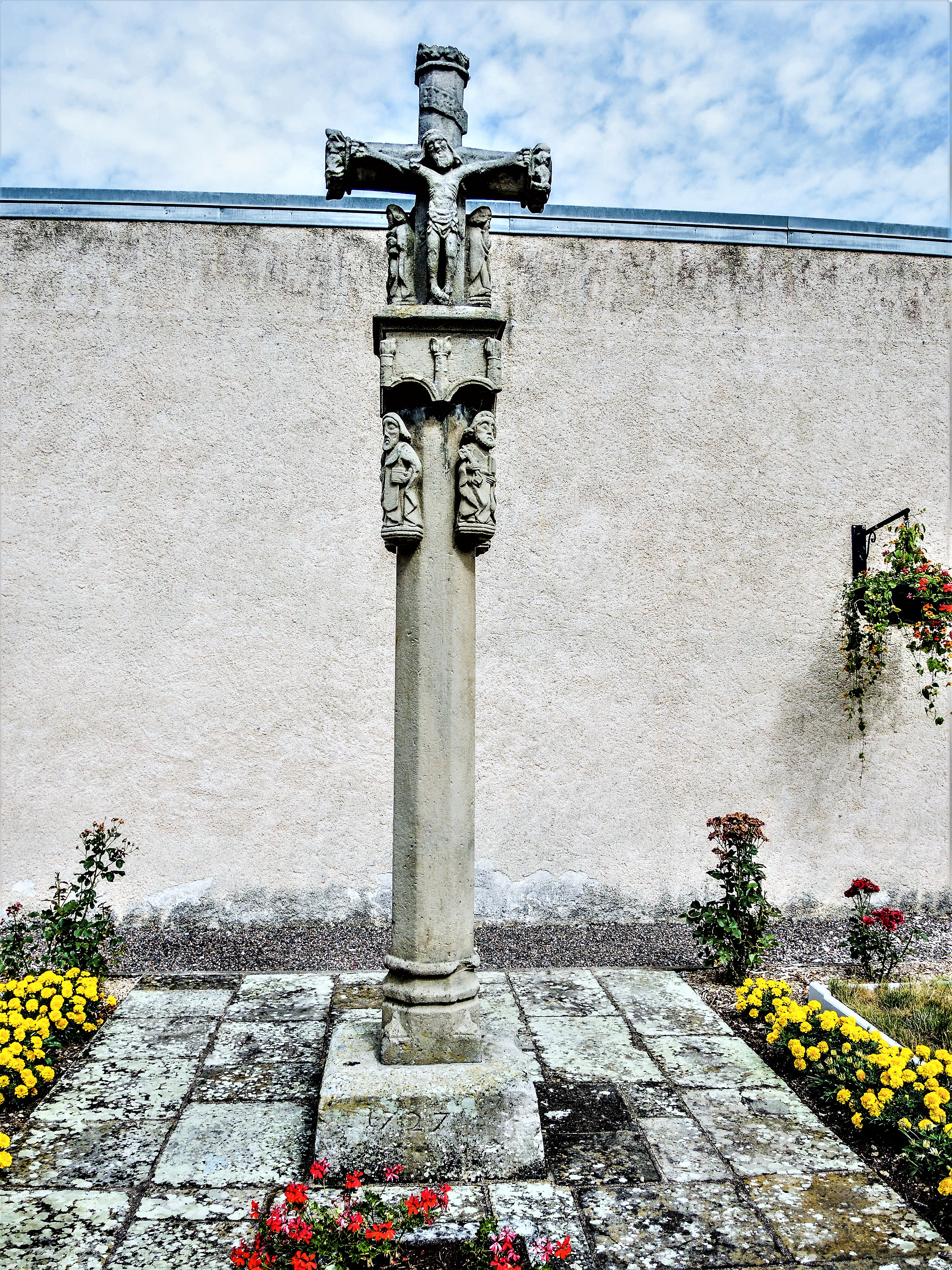
Monumentales Kreuz

## Sehenswürdigkeiten
Im Dorfzentrum steht ein monumentales Kreuz aus dem 16. Jahrhundert, das seit 1992 als Monument historique klassifiziert ist. Der Calvaire in Longine-le-Haut wurde 1724 errichtet.

## Bevölkerung
| Jahr                       | 1962 | 1968 | 1975 | 1982 | 1990 | 1999 | 2006 | 2020 |
| Einwohner                  | 718  | 673  | 665  | 569  | 340  | 278  | 256  | 213  |
| Quellen: Cassini und INSEE |      |      |      |      |      |      |      |      |

Mit 196 Einwohnern (1. Januar 2022) gehört La Longine zu den kleinen Gemeinden des Département Haute-Saône. Nachdem die Einwohnerzahl in der ersten Hälfte des 20. Jahrhunderts stets im Bereich zwischen 640 und 760 Personen gelegen hatte, wurde seit Beginn der 1960er Jahre ein markanter Bevölkerungsrückgang verzeichnet. Seither hat die Einwohnerzahl um mehr als 60 % abgenommen.

## Wirtschaft und Infrastruktur
Das wirtschaftliche Leben von La Longine war schon früh durch die Textilfabrik und die Sägereien geprägt. Daneben hatten jedoch auch die Landwirtschaft und die Forstwirtschaft eine gewisse Bedeutung. Heute gibt es einige Betriebe des lokalen Kleingewerbes, vor allem in den Branchen Küchenausstattungen, Holzverarbeitung und Feinmechanik. Viele Erwerbstätige sind auch Wegpendler, die in den größeren Ortschaften der Umgebung ihrer Arbeit nachgehen.
Die Ortschaft liegt abseits der größeren Durchgangsachsen an einer Departementsstraße, die von Luxeuil-les-Bains via Faucogney-et-la-Mer nach Rupt-sur-Moselle führt. Weitere Straßenverbindungen bestehen mit Saint-Bresson, Le Val-d'Ajol und La Montagne.